# Paraxiopsis plumosimanus
Paraxiopsis plumosimanus is een tienpotigensoort uit de familie van de Axiidae. De wetenschappelijke naam van de soort is voor het eerst geldig gepubliceerd in 2003 door Kensley.